# 마루마게
마루마게(일본어: 丸髷)는 에도 시대부터 메이지 시대까지의 헤어스타일로 후두부에 약간 평평한 타원형의 마게를 단 모양이다. 주로 결혼한 부인들이 사용하였다.